# Plan de Lima

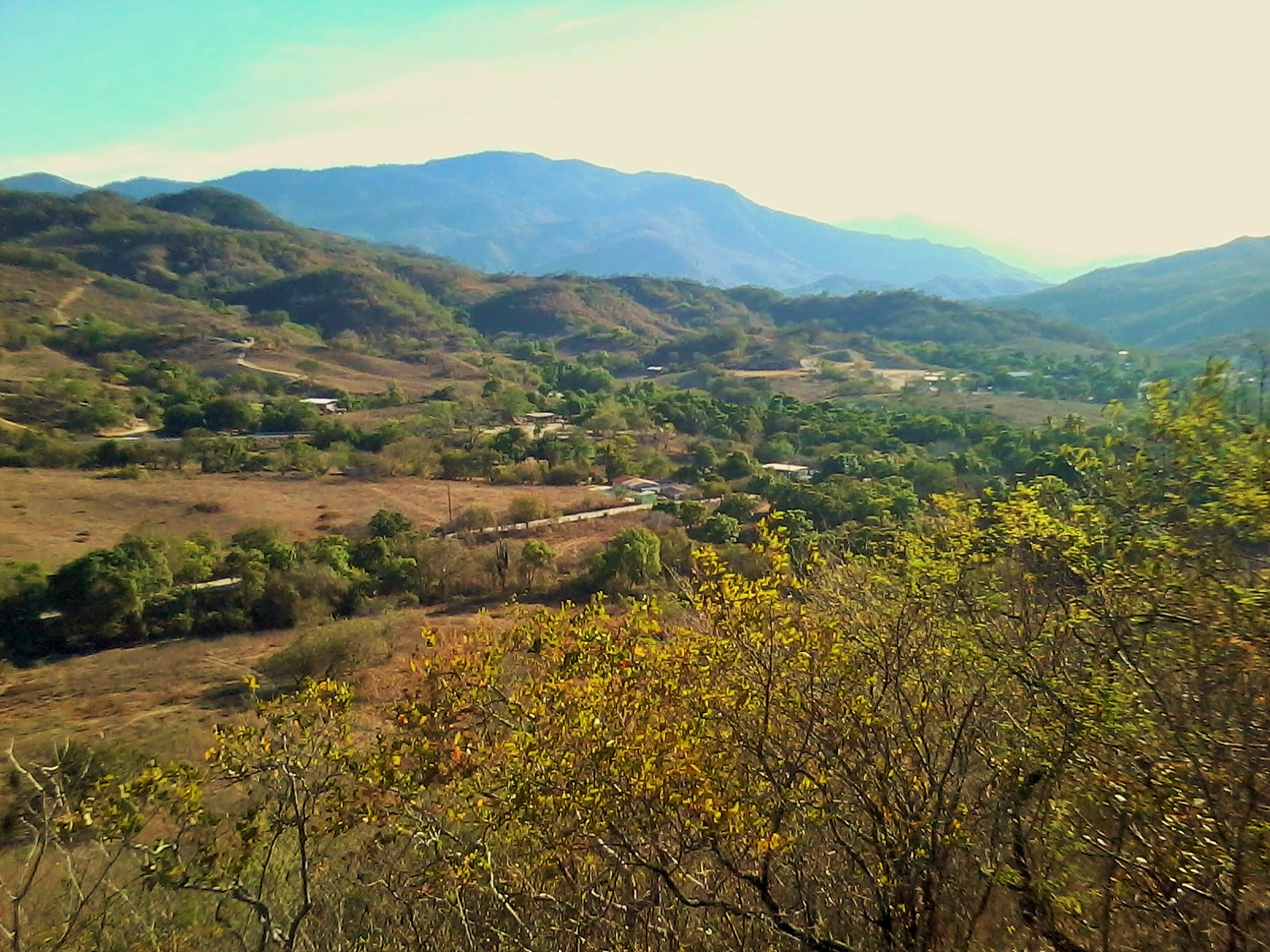
Panorámica de Plan de Lima, Gro

Plan de Lima es una comunidad mexicana del estado de Guerrero, perteneciente a la región centro de dicha entidad, es una de las treinta y tres localidades que conforman el municipio de Juan R. Escudero, es atravesada por la carretera federal 95 que comunica a la ciudad de México con Acapulco.
Su nombre tiene un origen muy particular debido a que cuenta la historia que anteriormente al asentamiento poblacional, el territorio era un gran terreno llano ocupado solo por un árbol de lima, de ahí la adopción del nombre “Plan de Lima”. Para el año de 1940 se funda el pueblo que actualmente ostenta con este nombre. 

## Demografía
Tiene un total de 317 habitantes, en la localidad hay 151 hombres y 166 mujeres, cuenta con un total de 103 viviendas.

## Coordenadas
Latitud: 17.269
Longitud: 99.4655

## Economía

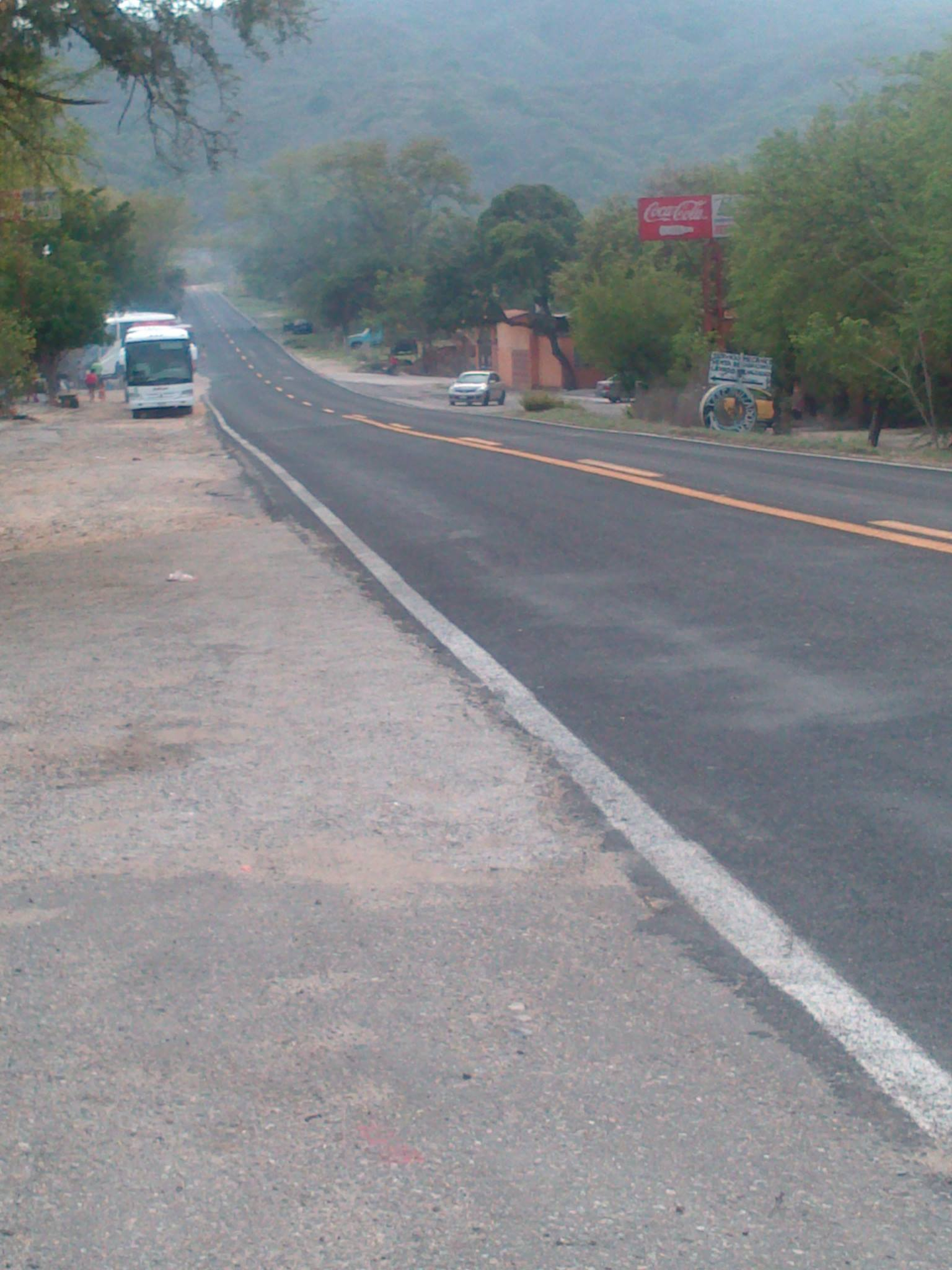
Zona restaurantera

### Principales sectores, Productos y Servicios
Agricultura: Destaca la producción de maíz y calabaza.
Ganadería: Existen especies pecuarias tanto de ganado mayor como de ganado menor, de los primeros destaca el ganado porcino, vacuno, caprino y equino; mientras que en el ganado menor se encuentran aves de engorda.
Industria:
La actividad industrial está representada por molinos de nixtamal y una amplia zona restaurantera que caracteriza a la localidad. 

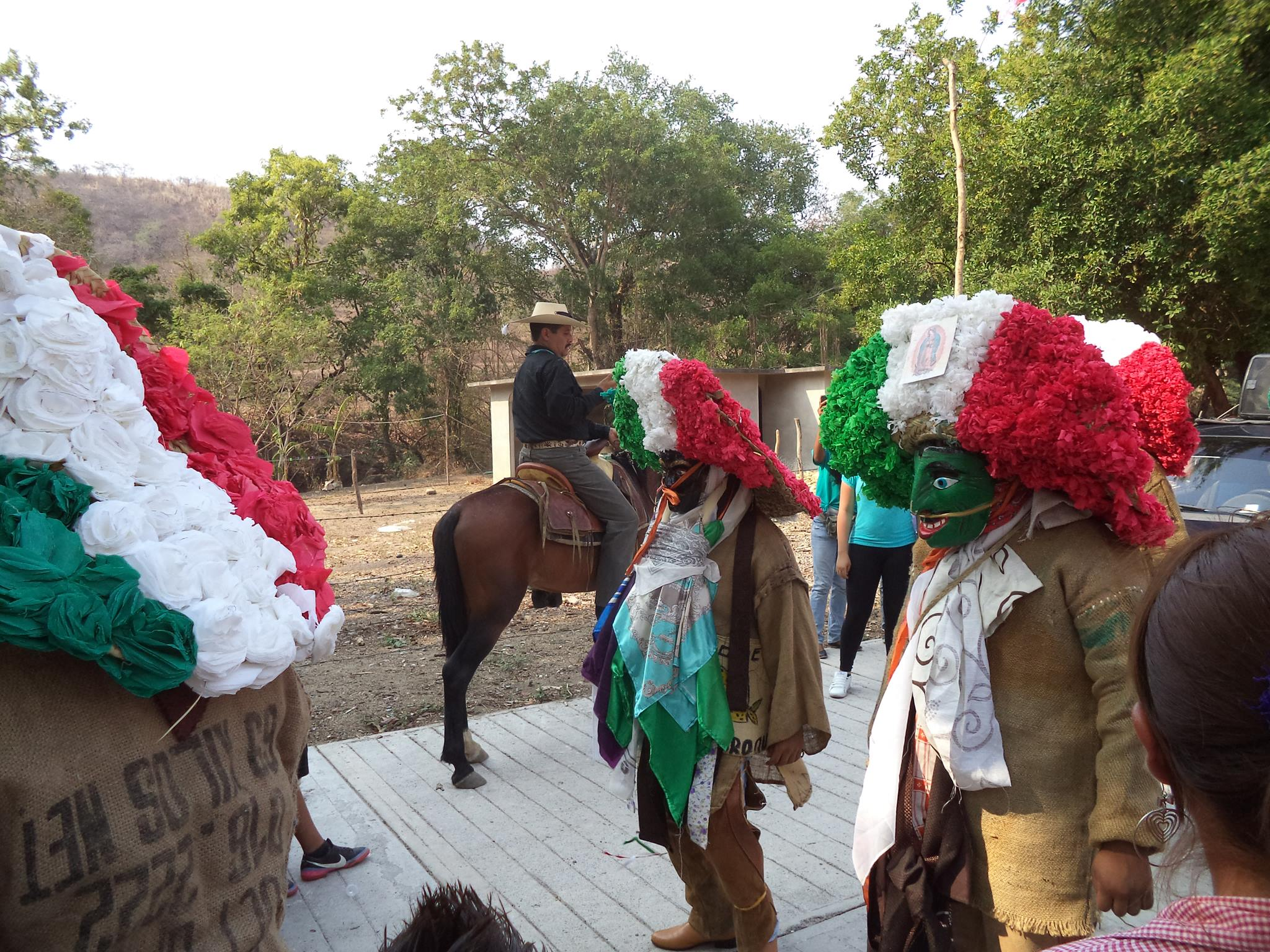

Festividades Locales: Plan de Lima es una comunidad pequeña, pero muy rica en tradiciones religiosas que a la vez se han venido convirtiendo en culturales, uno de los eventos más tradicionales, se lleva a cabo los días 1 y 2 de noviembre, día de muertos, donde en cada uno de los hogares se coloca la tradicional ofrenda con los platillos que eran del agrado del difunto, entre estos: el mole verde pipián, mole rojo, tamales, además de frutas, pan y bebidas; como el chilate y el atole. Otra de las grandes fiestas de Plan de Lima se lleva a cabo el día 25 de mayo, día del Sr. Santiago Apóstol, el festejo dura tres días, donde se realizan encuentros, que consisten en las visitas de las comunidades vecinas.
- Datos: Q17625233